# Distretto di Rondos
Il distretto di Rondos è un distretto del Perù nella provincia di Lauricocha (regione di Huánuco) con 7.378 abitanti al censimento 2007, dei quali 1.232 censiti in territorio urbano e 6.146 in territorio rurale.
È stato istituito il 27 dicembre 1932.